# آین تاموس
آین تاموس (استونیایی: Ain Tammus؛ زادهٔ ۱۵ ژوئیهٔ ۱۹۶۹) بازیکن سابق و مربی فوتبال اهل استونی است.
از باشگاه‌هایی که در آن بازی کرده‌است می‌توان به باشگاه فوتبال تی‌وی‌ام‌کی، باشگاه فوتبال نورما تالین، باشگاه فوتبال فلورا تالین، باشگاه فوتبال ویلیاندی تولویک، باشگاه فوتبال لانتانا تالین، و باشگاه فوتبال لوادیا تالین اشاره کرد.
وی همچنین در تیم ملی فوتبال استونی بازی کرده‌است.